# Baqtijar Artajev
Baqtijar Gharifollauly Artajev (kazakiska: Бақтияр Ғарифоллаұлы Артаев), född 14 mars 1983 i Dzjambul i Kazakiska SSR (nu Taraz i Kazakstan), är en kazakstansk boxare som tog OS-guld i welterviktsboxning 2004 i Aten. Han slogs ut i kvartsfinalen i welterviktsboxningen vid OS 2008 i Peking. 

## Meriter

### Olympiska meriter

#### Olympiska sommarspelen 2008
- Huvudartikel: Boxning vid olympiska sommarspelen 2008

| Tävlande         | Viktklass  | Sextondelsfinal          | Åttondelsfinal              | Kvartsfinal              | Semifinal            | Final                |
| Tävlande         | Viktklass  | Motståndare Resultat     | Motståndare Resultat        | Motståndare Resultat     | Motståndare Resultat | Motståndare Resultat |
| ---------------- | ---------- | ------------------------ | --------------------------- | ------------------------ | -------------------- | -------------------- |
| Baqtijar Artajev | Mellanvikt | Said Rachidi (MAR) W 8-2 | Matvej Korobov (RUS) W 10-7 | James DeGale (GBR) L 8-3 | Gick inte vidare     | Gick inte vidare     |